# 布氏白腰雨燕
（学名：Apus leuconyx）是雨燕科雨燕属的一种鸟，繁殖于巴基斯坦、印度东北部、尼泊尔、不丹等地的中高海拔地区，越冬于尼泊尔和印度半岛的低海拔地区。布氏白腰雨燕原为白腰雨燕的一个亚种，在2011年根据分子系统学结果被拆分为单独的物种。